# Samurai Shodown: Edge of Destiny
Samurai Shodown: Edge of Destiny (appelé au japon Samurai Spirits Sen (サムライスピリッツ閃)) est un jeu vidéo de combat développé par K2 LLC, et édité par SNK Playmore, Xseed Games et Rising Star Games. Il est sorti sur système d'arcade Taito Type X², ainsi que sur Xbox 360, en 2008.